# Harold John Ockenga
Harold John Ockenga (* 6. Juni 1905 in Chicago; † 8. Februar 1985) war ein US-amerikanischer evangelikaler Geistlicher, Mitbegründer des Fuller Theological Seminary, der National Association of Evangelicals (NAE) und der Zeitschrift Christianity Today.

## Leben
Ockenga wuchs in Chicago in einer vom Methodismus geprägten Familie auf. Aufgrund eines Glaubenserlebnis mit 17 Jahren wählte er Theologie statt Recht als Studienfach. Sein Studium an der Taylor University in Indiana schloss er im Jahr 1927 erfolgreich ab. Danach ging er an das Predigerseminar am Princeton Theological Seminary, brach jedoch seine Ausbildung dort ab, um an das Westminster Theological Seminary in Philadelphia zu gehen, wo er 1931 seinen Abschluss machte. R. D. Wilson, Gresham Machen und Cornelius Van Til waren an beiden Seminaren seine prägenden Lehrer.
Danach war Ockenga Pastor von zwei presbyterianischen Kirchengemeinden in Pittsburgh, wo er neben dem Beruf sein Studium an der University of Pittsburgh fortsetzte und schließlich 1939 zum Ph.D. promoviert wurde. Ockenga ging 1936 nach Boston, um fortan an der Park Street Congregational Church als Pastor zu arbeiten, die nach wenigen Jahren auf über 1000 Gottesdienstbesucher anwuchs. Durch eine von ihm gegründete Radiosendung und seine Publikationen erlangte Ockenga nationale Bekanntheit und beeinflusste viele jüngere Pastoren, die später Verantwortung an Universitäten und in Kirchen übernahmen. Wayne Grudem, Kenneth Kantzer, George Eldon Ladd, John Gerstner, Samuel Schultz, Merrill Tenney, Roger Nicole, Gleason Archer und J. Harold Greenlee wurden durch ihn maßgeblich geprägt.
Bei der Gründung 1942 der National Association of Evangelicals (NAE), einer Reaktion auf die Gründung von Carl McIntires fundamentalistisch geprägtem American Council of Christian Churches (seinerseits als Gegenorganisation zum liberaleren National Council of Churches gegründet), war er maßgeblich beteiligt. Von 1942 bis 1944 war er der erste Präsident der NAE, deren Ziel es war, die Evangelisation zu fördern, Trennungen innerhalb der evangelikalen Bewegung zu überwinden, und sich in sozialen und kulturellen Belangen zu engagieren.
Ockenga war eine der führenden Persönlichkeiten der Neuausrichtung des US-amerikanischen Evangelikalismus nach dem Zweiten Weltkrieg, die man gemäß einem von ihm geprägten Begriff als Neo-Evangelicals bezeichnete. Zu dieser Gruppe US-amerikanischer christlicher Leiter gehörte neben Carl F. H. Henry, Harold Lindsell, Wilbur Smith und Edward John Carnell auch der durch christliche Radiosendungen bekannte Charles Edward Fuller.
Fuller wurde der Namensgeber des nach ihm benannten Fuller Theological Seminary in Pasadena. Ockenga gehörte 1947 zu dessen Gründern und war sowohl von 1947 bis 1954 als auch von 1960 bis 1963 dessen Präsident, blieb jedoch während seiner Amtszeiten stets in Boston wohnhaft.
1950 lud Ockenga Billy Graham als Prediger in seine Kirche in Boston und in weitere Kirchen Neuenglands ein, woraus sich eine lebenslange Freundschaft entwickeln sollte. Später wurde er Direktor der Billy Graham Evangelistic Association. 1956 war er bei der Gründung von Christianity Today beteiligt und führte danach rund 25 Jahre den Vorsitz über den Verwaltungsrat der evangelikalen Zeitschrift.
1969 zog sich Ockenga aus der Gemeindearbeit der Park Street Church in den Ruhestand zurück, übernahm jedoch die Präsidentschaft der Gordon College and Divinity School. Aus dem Zusammenschluss des Gordon Seminary und der Conwell School of Theology entstand schließlich in den darauffolgenden Jahren das Gordon-Conwell Theological Seminary, dessen Präsident er danach weiterhin bis 1979 blieb. In seiner Amtszeit entstanden neue Bauten wie die Bromley Hall, das Gregory-Auditorium und das Rhodes-Gymnasium, ebenso wurden die Abteilungen für Ökonomie, Polit- und Naturwissenschaften eingerichtet.

## Werke
- Our Protestant Heritage, 1938.
- The Comfort of God, 1944.
- Our Evangelical Faith, 1946.
- The Spirit of the Living God, 1947.
- Women Who Made Bible History, 1961.
- Proclaiming the New Testament, Band III: Containing the Complete Texts of: The Epistle to the Romans & The Epistles to the Thessalonians, 1963.
- A Christian Primer, 1966.
- No Other Lord, 1969.